# 諏訪社 (中野市)
諏訪社（すわしゃ）は、長野県中野市片塩に鎮座する神社である。

## 概要
中野市片塩345-1に鎮座し、創立当初から村人の産土神として崇拝されてきた。片塩山の上には、大神宮と稲荷大明神を祀ってあり、春の祈年祭の時に諏訪社の御神体と共に神事を執り行っている。宮司は中野市安源寺小内八幡神社片山求氏。

## 祭神
建御名方命 (たけみなかたのみこと)
大日靈尊 (おおひるめのみこと)。

## 由緒
- 創立年代は不詳。
- 旧社格　村社　明治六年四月列格
- 大字片塩の産土神
- 弘化四年(1847)三月　地震の災いにより社殿が全損する。
- 嘉永二年(1849)　本殿、拝殿を再建する。
- 大正七年(1918)十月二十八日　境内社、伊勢社を合祀[2]。
- 平成七年(1995)六月十一日　河川改修により移転新築[要出典]。諏訪社鳥居

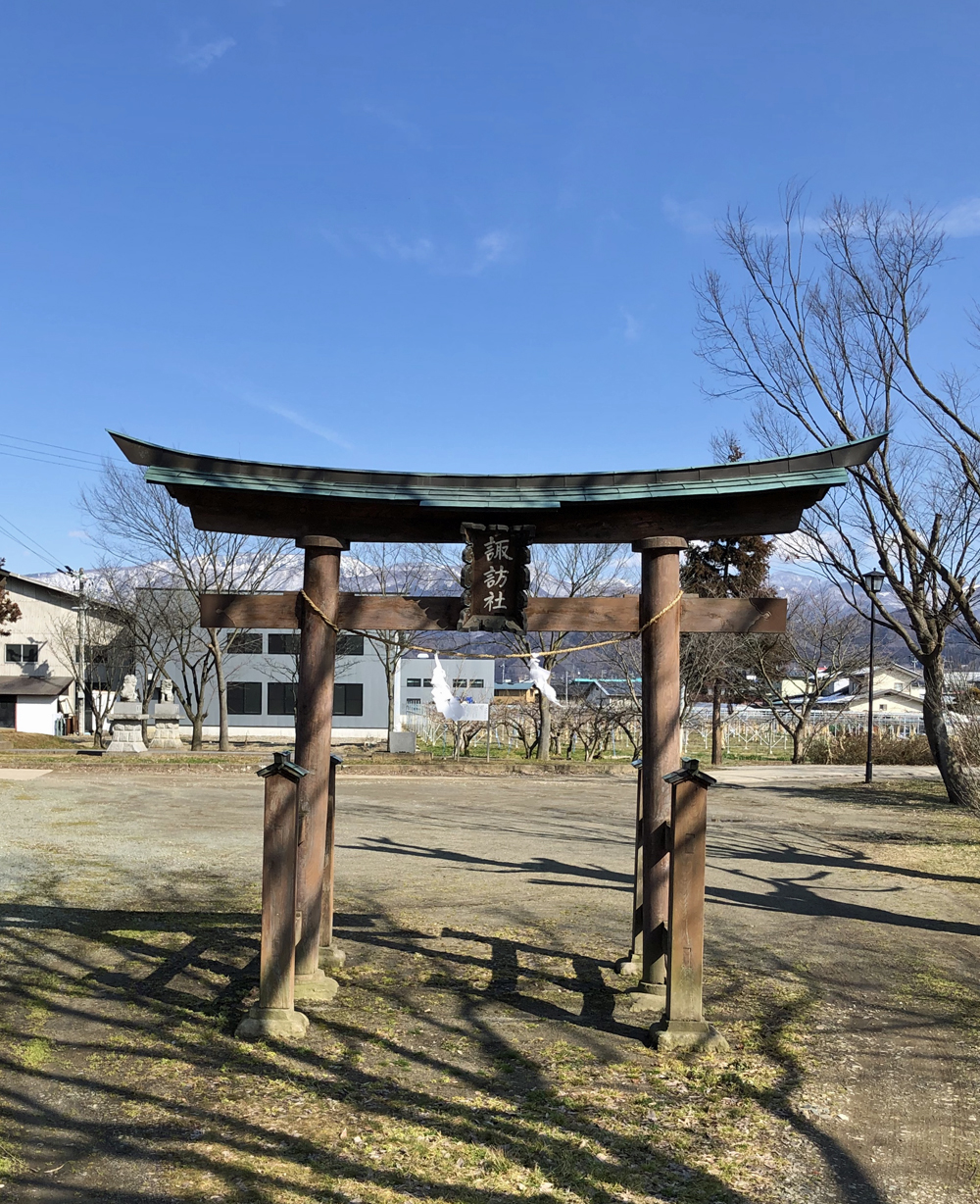
諏訪社鳥居

## 祭事
- 祈年祭　四月二十日
- 例大祭　九月二十二日(宵宮)

　　　　　  九月二十三日(本祭)　　　　
- 新嘗祭　十一月二十日